# Cot Mineue
Cot Mineue är en kulle i Indonesien.   Den ligger i provinsen Aceh, i den västra delen av landet, 1 800 km nordväst om huvudstaden Jakarta. Toppen på Cot Mineue är 117 meter över havet.
Terrängen runt Cot Mineue är varierad, och sluttar norrut.Runt Cot Mineue är det ganska tätbefolkat, med 80 invånare per kvadratkilometer. Omgivningarna runt Cot Mineue är en mosaik av jordbruksmark och naturlig växtlighet.